# Heaven Official's Blessing
Heaven Official's Blessing (Mandarim: 天官赐福, pinyin: Tiān Guān Cì Fú) é um donghua baseado no romance homônimo escrito por Mo Xiang Tong Xiu e publicado pela Jinjiang Literature City em 2017. Foi lançado originalmente na China pelo serviço de streaming Bilibili em 31 de outubro de 2020, concluindo suas transmissões em 2 de janeiro de 2021. Desde 9 de abril a Netflix transmite o donghua no Ocidente. Heaven Official's Blessing é descrita como uma série de boys' love pelo CBR.
Em janeiro de 2021, a Bilibili confirmou a produção da segunda temporada do donghua, a qual foi lançada em 18 de outubro de 2023 por meio da plataforma de transmissão de mídias orientais, Crunchyroll. Além disso, uma adaptação em live action do romance também está sendo desenvolvida.

## Sinopse
Oitocentos anos antes do começo da série, Xie Lian era o amado príncipe herdeiro do trono de Xian Le. Ele ascendeu aos céus muito jovem para servir como um deus marcial. Após passagens desastrosas pela terra – as quais o transforaram em motivo de piada entre os deuses e geraram uma enorme dívida com o reino celestial –, Xie Lian ascende aos céus pela terceira vez e é mandado para a terra, como oficial celestial, com a missão de exorcizar fantasmas. Lá, ele conhece um rei fantasma chamado Hua Cheng, que nutre uma paixão platônica por ele e o protege do perigo. Em suas missões para quitar suas dúvidas com o reino celestial e aumentar seu prestígio, Xie Lian descobre coisas estranhas sobre os deuses e sobre seu próprio passado.

## Elenco
- Xie Lian: Jiang Guangtao
- Hua Cheng: Ma Zhengyang

Os oficiais celestiais:
- Nan Feng: Wen Sen
- Fu Yao: Hu Liangwei
- Ling Wen: Huang Ying
- Shi Wudu: Zhao Yi
- Pei Ming: Tu Xiongfei
- Pei Xiu: Ling Fei
- Shi Qingxuan (mulher): Qiu Qiu
- Shi Qingxuan (homem): Lu Zhixing
- Ming Yi (mulher): Bai Xuecen
- Ming Yi (homem): Wu Lei

Os fantasmas:
- Xuan Ji: Shan Xin
- Ban Yue: Tao Dian

## Recepção
A audiência estimada do donghua foi de 30 milhões de pessoas no dia se sua estreia, batendo todos os recordes da plataforma de vídeo Bilibili. Também acabou se tornando a primeira série de animação chinesa a ser transmitida pela plataforma americana Funimation, especializada em animes. 